# Pist!
Pist! war eine portugiesische Wochenzeitung. Sie erschien vom 18. November 1886 bis 27. September 1887 in Ponta Delgada auf den Azoren.
Die Zeitung firmierte als „historische und bebilderte Wochenschrift“.